# جامعة معهد أونتاريو للتكنولوجيا
جامعة معهد أونتاريو للتكنولوجيا هي جامعة عامة في كندا، تأسست عام 2002. تقع في مدينة أوشاوا.

## إحصائيات
يبلغ عدد طلاب الجامعة 10,000 طالب، منهم 518 طالب دراسات عليا.

## وصلات خارجية
- الموقع الرسمي